# Gus Murray
Angus "Gus" Murray (15 de marzo de 1981) es un actor australiano, conocido por interpretar al padre Dan en la serie Mcleod's Daughters y por sus participaciones en diversas obras de teatro.

## Biografía
Gus estudió en la Universidad de Sídney y se graduó con una licenciatura en Artes y Derecho.

## Carrera
Gus ha aparecido en comerciales, series y películas. Entre sus créditos en teatro figuran Oedipus, Journey´s End, Birthdays, Christmas and other Family Disasters, Short& Sweet e Italian Straw Hat, entre otras.
En 2002 obtuvo su primer papel en televisión con The Chaser. En 2004 interpretó a un Alien Guard en la famosa serie Farscape; ese mismo año interpretó al padre en la película For Every Year que se mostró en el Tropfest Movie Festival. En 2008 se unió a la exitosa serie australiana Mcleod's Daughters, donde interpretó al padre Dan. En 2009 se unió al elenco del musical Avenue Q, donde se reencontró con su compañera en Mcleod's Daughters, Michala Banas.
En 2012 apareció en la película Careless Love, donde interpretó a Scott.

## Filmografía
Películas
| Año  | Título           | Personaje          | Notas                                               |
| ---- | ---------------- | ------------------ | --------------------------------------------------- |
| 2013 | The Great Gatsby | Teddy Barton       | junto a Joel Edgerton, Jacek Koman & Vince Colosimo |
| 2012 | Careless Love    | Scott              | junto a Penny McNamee, David Field & Eamon Farren   |
| 2009 | Il matchmaker    | Oscar              | corto - junto a Charlie Garber & Katherine Hicks    |
| 2004 | For Every Year   | Padre              | corto                                               |
| 2002 | The Chaser       | Jugador de Criquet | -                                                   |

Series de televisión
| Año         | Título                | Personaje          | Notas                         |
| ----------- | --------------------- | ------------------ | ----------------------------- |
| 2009        | Double Take           | Prince William     | episodio # 1.11               |
| 2009        | Packed to the Rafters | Richie             | episodio "Living by the List" |
| 2008 - 2009 | Mcleod's Daughters    | Padre Dan          | 10 episodios                  |
| 2004        | Farscape              | Guardia Alienígeno | -                             |

Teatro
| Año  | Obra                                            | Personaje         | Director         | Teatro               | Notas                                                      |
| ---- | ----------------------------------------------- | ----------------- | ---------------- | -------------------- | ---------------------------------------------------------- |
| 2012 | The Mousetrap                                   | Giles Ralston     | -                | Sydney Theatre       | junto a Robert Alexander, Linda Cropper & Christy Sullivan |
| 2009 | Avenue Q                                        | Elenco            | Jonathan Biggins | Comedy Theatre       | junto a Michala Banas & David James                        |
| 2009 | Hammerhead (is dead)                            | Denny/Gravedigger | -                | Stables Theatre      | junto a Brynn Loosemore                                    |
| 2008 | Rio Saki & Other Falling Debris                 | Craig             | Dave Letch       | Carlton Courthouse   | junto a Daniel Agapiou                                     |
| 2007 | The Time Travellers meet the Wenworth           | Varios            | -                | -                    | -                                                          |
| 2007 | An Italian Straw Hat                            | Robin             | -                | East Coast Theatre   | -                                                          |
| 2007 | Badjelly the witch                              | Varios            | -                | New Theatre          | -                                                          |
| 2007 | Character Development                           | Brett             | Robyn McLean     | Short and Sweet      | junto a Peter Turnball                                     |
| 2006 | Fire                                            | Detective Barry   | Fiona Hallenan   | Darlinghurst Theatre | junto a Zachary Drayson, Rob Jago & Kaily Koutsogiannis    |
| 2006 | Birthdays, Christmas and other Family Disasters | Peter Church      | Wayne Tunk       | Riverside Theatre    | junto a Brett Neville, Rick Cosnett & Wayne Tunks          |
| 2006 | Journey's End                                   | Capitán Stanhope  | -                | Edinburgh Festival   | -                                                          |
| 2005 | Short and Sweet Dolly & Ben                     | Ben               | -                | -                    | -                                                          |
| 2004 | Oedipus: The Infernal Machine                   | Oedipus           | -                | Belvoir St. Theatre  | -                                                          |
| 2002 | Hamlet                                          | Laertes           | Mat Howard       | Seymour Centre       | junto a Jon Deves & David Yeats                            |
| 2001 | Various Productions                             | -                 | -                | Sydney Dramatic      | -                                                          |